# Michael Jones (rugby à XV)
Pour les articles homonymes, voir Jones et Michael Jones.

a Compétitions nationales et continentales officielles uniquement.

b Matchs officiels uniquement.
Dernière mise à jour le 29 décembre 2009.
La'auli Michael Niko Jones, né le 8 avril 1965 à Auckland, est un joueur international néo-zélandais de rugby à XV, évoluant au poste de troisième ligne aile. Il était surnommé Iceman, l'homme de glace.
Sélectionné à 55 reprises pour 13 essais, il est champion du monde en 1987.

## Carrière
D'origine samoane, il dispute un match avec l'équipe des Samoa en juin 1986 face au pays de Galles avant d'intégrer l'équipe des All Blacks en 1987 pour la première Coupe du monde de rugby. Lors du match face à l'Italie, il devient le premier marqueur d'essai de l'histoire de celle-ci,. Il joue ensuite face aux Fidji, puis lors du quart de finale face à l'Écosse, ses convictions religieuses l'empêchant de jouer la demi-finale, face au pays de Galles, la rencontre se disputant un dimanche. Lors de la finale face au XV de France, il inscrit le premier des trois essais de son équipe qui s'impose 29 à 9. Ce qui fait de lui le premier joueur de l'histoire  à marquer un essai en finale de coupe du monde et le premier joueur néo-zélandais à réussir cet exploit. 
Il devient un titulaire indiscutable de l'équipe néo-zélandaise. En 1989, il est sévèrement touché à un genou et l'amputation est même envisagée, mais il se remet et participe à la tournée victorieuse en France en 1990.
Lors de la Coupe du monde de rugby 1991, son absence lors du dimanche de la demi-finale contre les Wallabies est préjudiciable à son équipe. Les All Blacks perdent ce match et il est l'un des seuls joueurs de l'équipe dont la réputation n'est pas entachée par cette compétition.
L'année suivante, il fait partie de l'équipe des Néo-Zélandais qui vont battre les Springboks en Afrique du Sud. Puis il brille également lors de la tournée des Lions en Nouvelle-Zélande en 1993. Il subit ensuite une nouvelle série de blessures avant de revenir à nouveau en 1994. En 1995, à cause du grand nombre de matchs se déroulant le dimanche, il ne fait pas partie du groupe sélectionné pour la Coupe du monde 1995. Il revient néanmoins pour les matchs comptant pour la Bledisloe Cup contre l'équipe d'Australie et une nouvelle tournée en France.
Avec l'arrivée de Josh Kronfeld, il passe du côté ouvert au côté fermé. Ils forment alors avec Zinzan Brooke en numéro 8 une des meilleures troisième lignes de l'histoire, permettant aux Blacks de réaliser leur première série victorieuse en Afrique du Sud en 1996. Cette année-là, il gagne avec les Blues d'Auckland le premier Super 12. Il connaît de nouvelles blessures lors des deux saisons suivantes, gagnant toutefois un deuxième Super 12 en 1997.
Il possédait des qualités qui ont révolutionné le rugby : sa vitesse, sa grande dextérité, son sens du jeu faisaient de lui un joueur qui « collait » au ballon. C'est ainsi qu'il était souvent soit le marqueur d'essai, soit celui qui donnait la dernière passe avant celui-ci. Il a été élu 3e meilleur joueur de l'histoire du rugby néo-zélandais derrière Colin Meads et Sean Fitzpatrick en 1999 par le magazine New Zealand Rugby Monthly. Il a également été introduit dans le Temple international de la renommée du rugby en 2003.
Après avoir été entraîneur adjoint de l'équipe des Samoa, il en devient le sélectionneur en 2004 et la conduit à la Coupe du monde 2007. Il démissionne après cette compétition, dans laquelle les Samoa ne terminent que quatrième de leur groupe, derrière les Tongiens.

## Palmarès

### En équipe nationale
- Vainqueur de la Coupe du monde 1987
- Troisième de la Coupe du monde 1991
- Vainqueur du Tri-nations en 1996.

## Statistiques
Michael Jones dispute 55 tests avec les All Blacks, dont 53 en tant que titulaire, entre le 22 mai 1987 à Auckland contre l'équipe d'Italie et le 1er août 1998 à Christchurch contre l'Australie. il inscrit 56 points, se décomposant en treize essais. Lors de ces tests, il obtient 43 victoires, concède dix défaites et deux nuls. Toutefois, il obtient sa première cape internationale le 14 juin 1986 à Apia contre le pays de Galles avec les Samoa, sélection avec laquelle il ne dispute qu'une seule rencontre.
Il participe à la première édition de la coupe du monde en 1987, disputant quatre rencontres, contre l'Italie, les Fidji, l'Écosse et la finale victorieuse contre la France, et inscrivant deux essais, face à l'Italie et à la France. Il dispute trois autres rencontres lors de l'édition suivante, contre l'Angleterre, les États-Unis et l'Écosse, inscrivant un essai contre les Anglais.
il participe à la première édition du Tri-nations, en  1996, où il dispute quatre rencontres, quatre victoires et un essai marqué, puis lors de l'édition 1998 où il joue trois matchs, trois défaites.
Il participe également à 19 autres rencontres avec les All Blacks, inscrivant trois essais pour treize points, portant ainsi son nombre de match disputé à 74 pour un total de 69 points,.